# Placówka Straży Granicznej w Opolu
Placówka Straży Granicznej w Opolu imienia „Powstańców Śląskich” – graniczna jednostka organizacyjna Straży Granicznej realizująca zadania w ochronie granicy państwowej z Republiką Czeską.

## Formowanie i zmiany organizacyjne
Placówka Straży Granicznej w Opolu (PSG w Opolu) rozpoczęła wykonywanie zadań w ochronie granicy państwowej 15 stycznia 2008 w strukturach Śląskiego Oddziału Straży Granicznej w Raciborzu. Zastąpiła placówki SG w Pietrowicach i Nysie znajdujące się bezpośrednio przy granicy państwowej, co było następstwem zmian w strukturze i działaniu Oddziału Straży Granicznej po zniesieniu kontroli na granicach wewnętrznych Unii Europejskiej, związanym z przyłączeniem Polski do strefy Schengen. Do czasu przejęcia obiektów w Opolu, jako tymczasowa siedziba wykorzystywany był obiekt, po byłej PSG w Pietrowicach z miejscem dyslokacji w Krasnym Polu.
W związku ze zmianami organizacyjnymi w Straży Granicznej, 1 lipca 2013 weszła w podporządkowanie nowo utworzonego Śląsko-Małopolskiego Oddziału Straży Granicznej w Raciborzu.
1 listopada 2013 przestała istnieć Placówka Straży Granicznej w Raciborzu, a terytorialny zasięg działania placówki, który obejmował 8 powiatów został przejęty przez placówki SG w Opolu i Rudzie Śląskiej.
Jako kolejny element trwającej w Straży Granicznej reorganizacji, 1 września 2016 Placówka SG w Opolu, weszła ponownie w podporządkowanie Śląskiego Oddziału Straży Granicznej.

## Terytorialny zasięg działania
Stan z 1 lipca 2025
Od 1 października 2023 obszar działania Placówki Straży Granicznej w Opolu obejmuje:
- Od znaku granicznego nr II/45/6 do znaku granicznego nr II/200.
- Obszar strefy nadgranicznej:
  - Linia rozgraniczenia z:

1. Placówką Straży Granicznej w Rudzie Śląskiej: włączony znak graniczny nr II/45/6, dalej granicą gmin: Pietrowice Wielkie i Kietrz, Pietrowice Wielkie i Baborów, Rudnik i Baborów oraz Rudnik i Polska Cerekiew.
2. Placówką Straży Granicznej w Kłodzku: wyłączony znak graniczny nr II/200, dalej granicą gmin: Paczków i Złoty Stok, Paczków i Kamieniec Ząbkowicki, Paczków i Ziębice oraz Otmuchów i Ziębice.

- Poza strefą nadgraniczną obejmuje: z powiatu kędzierzyńsko-kozielskiego gminy: Kędzierzyn-Koźle, Bierawa, Cisek, Reńska Wieś, z powiatu krapkowickiego gminy: Gogolin, Zdzieszowice, z powiatu nyskiego gminy: Kamiennik, Łambinowice, Pakosławice, Skoroszyce; powiaty: brzeski, namysłowski, opolski, strzelecki, Opole.

Stan z 2 grudnia 2016
Obszar działania Placówki Straży Granicznej w Opolu obejmował:
- Odcinek wewnętrznej granicy Unii Europejskiej od znaku granicznego nr II/45/6, do znaku gran. nr II/200 i obejmowała miasto: Opole oraz 11 powiatów województwa opolskiego: brzeski, głubczycki, kędzierzyńsko-kozielski, kluczborski, krapkowicki, namysłowski, nyski, oleski, opolski, prudnicki, strzelecki[1].
- Obszar strefy nadgranicznej:
  - Linia rozgraniczenia z:

1. Placówką Straży Granicznej w Rudzie Śląskiej: włącznie znak gran. nr II/45/6, dalej granicą gmin: Pietrowice Wielkie i Kietrz, Pietrowice Wielkie i Baborów, Rudnik i Baborów oraz Rudnik i Polska Cerekiew.
2. Placówką Straży Granicznej w Kłodzku: wyłącznie znak gran. nr II/200, dalej granicą gmin: Paczków i Złoty Stok, Paczków i Kamieniec Ząbkowicki, Paczków i Ziębice oraz Otmuchów i Ziębice.

- Poza strefą nadgraniczną obejmuje powiaty: brzeski, namysłowski, kluczborski, oleski, opolski, strzelecki, Opole z powiatu kędzierzyńsko-kozielskiego gminy: Kędzierzyn-Koźle, Bierawa, Cisek, Reńska Wieś, z powiatu krapkowickiego gminy: Gogolin, Zdzieszowice, z powiatu nyskiego gminy: Kamiennik, Łambinowice, Pakosławice, Skoroszyce.

Stan z 1 sierpnia 2011
Obszar działania obejmował:
- Odcinek wewnętrznej granicy Unii Europejskiej włącznie znak gran. nr II/124, wyłącznie znak gran. nr II/200.
- Obszar strefy nadgranicznej:
  - Linia rozgraniczenia z:

1. Placówką Straży Granicznej w Raciborzu: włącznie znak gran. nr II/124, dalej granicą gmin: Głubczyce i Pawłowiczki oraz Głogówek i Walce.
2. Placówką Straży Granicznej w Kłodzku: wyłącznie znak gran. nr II/200, dalej granicą gmin: Paczków i Otmuchów oraz Złoty Stok, Kamieniec Ząbkowicki i Ziębice.

- Poza strefą nadgraniczną obejmował powiaty: brzeski, namysłowski, kluczborski, oleski, opolski, strzelecki, Opole, z powiatu krapkowickiego gminy: Gogolin, Zdzieszowice, z powiatu nyskiego gminy: Kamiennik, Łambinowice, Pakosławice, Skoroszyce.

Stan z 15 stycznia 2008
- Ochraniała odcinek wewnętrznej granicy Unii Europejskiej od znaku gran. nr II/124 do znaku gran. nr II/200, o długości 100,66 km.

## Wydarzenia
- 2018 – 14 listopada Placówka SG w Opolu obchodziła swoje 10-lecie. Z tej okazji nadano jej imię „Powstańców Śląskich”. Podczas uroczystości odsłonięto tablicę pamiątkową[11].
- 2020 – 27 marca funkcjonariusze z Placówki SG w Opolu zatrzymali 20 obywateli Ukrainy, którzy nielegalnie przekroczyli granicę z Czech do Polski. Zatrzymano także 4 ich rodaków, którzy czekali na nich po polskiej stronie. Do zatrzymania cudzoziemców doszło w nocy, w miejscowości Kamienica. Od 15 marca na granicy wewnętrznej Unii Europejskiej została tymczasowo przywrócona kontrola graniczna w związku z pandemią COVID-19 i granice można przekraczać tylko w wyznaczonych miejscach[12].

## Placówki sąsiednie
- Placówka SG w Raciborzu ⇔ Placówka SG w Kłodzku – 1.08.2011[9]
- Placówka SG w Rudzie Śląskiej ⇔ Placówka SG w Kłodzku – 2.12.2016[8].

## Komendanci placówki
- ppłk SG Andrzej Reja (był 4.03.2010[13])
- ppłk SG Zbigniew Gajek (był 20.01.2011[14])
- mjr SG/ppłk SG Włodzimierz Tomczyk (był 4.04.2012[15]–22.11.2013)
- mjr SG/ppłk SG Zenon Woźniak (23.11.2013[16]–10.06.2016)
- mjr SG Tomasz Muszyński p.o. (11.06.2016[17]–10.09.2016)
- mjr SG/ppłk SG Jerzy Łukasik (11.09.2016[18]–obecnie).

## Galeria

Placówka Straży Granicznej w Opolu
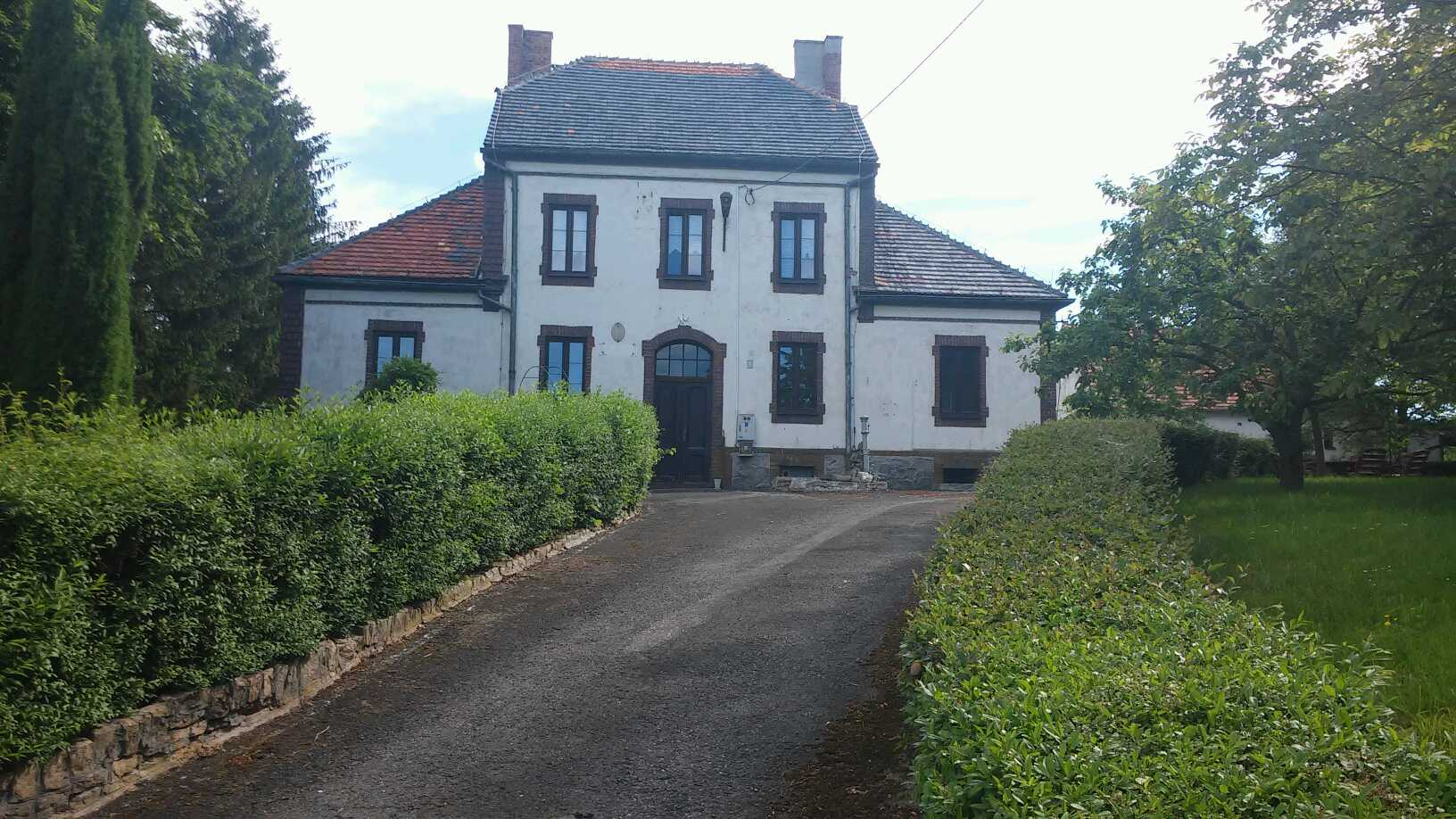
Tymczasowa siedziba w Krasnym Polu (czerwiec (2015)
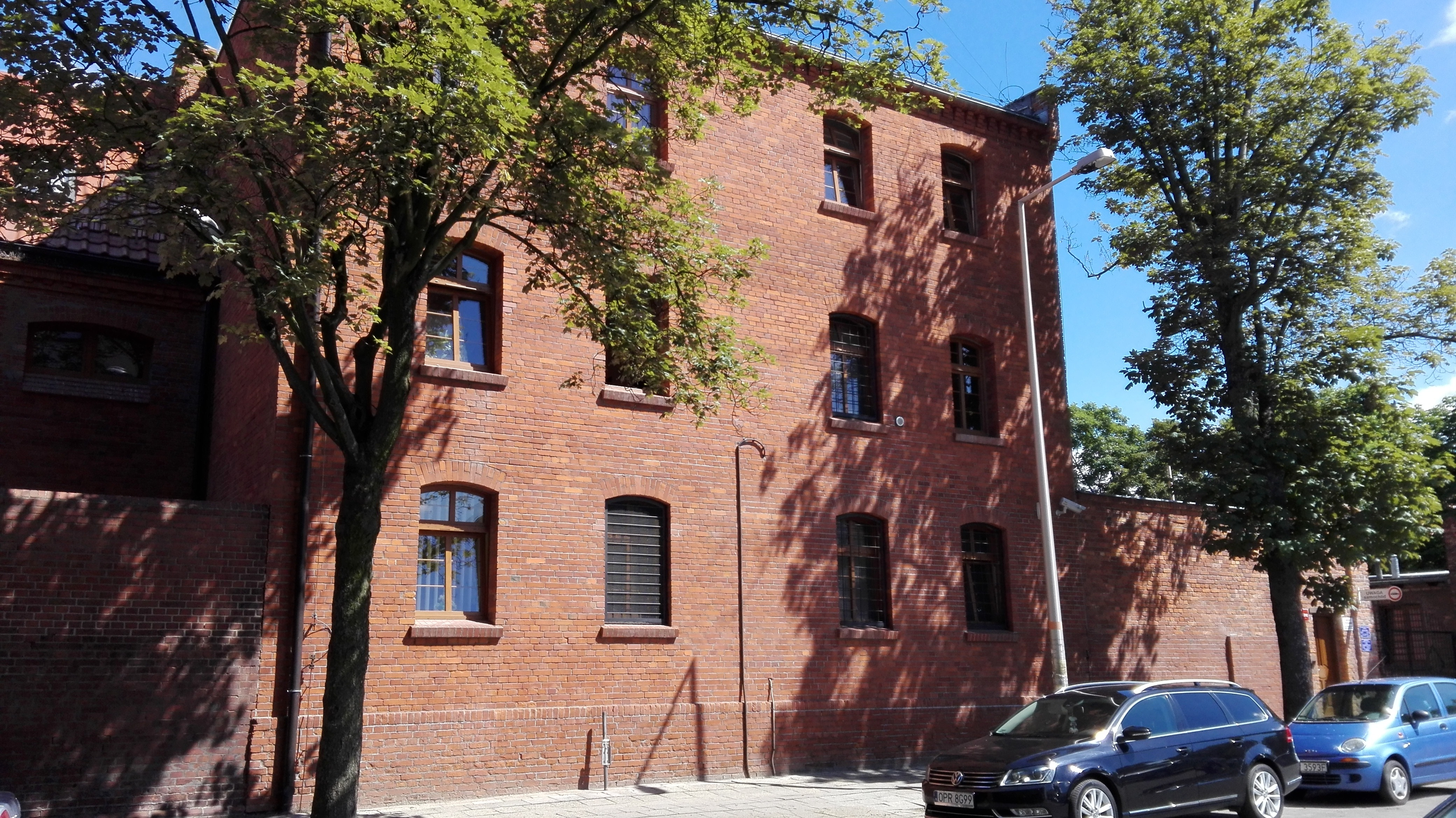
Siedziba placówki, widok od ul. Drzymały (czerwiec 2017)
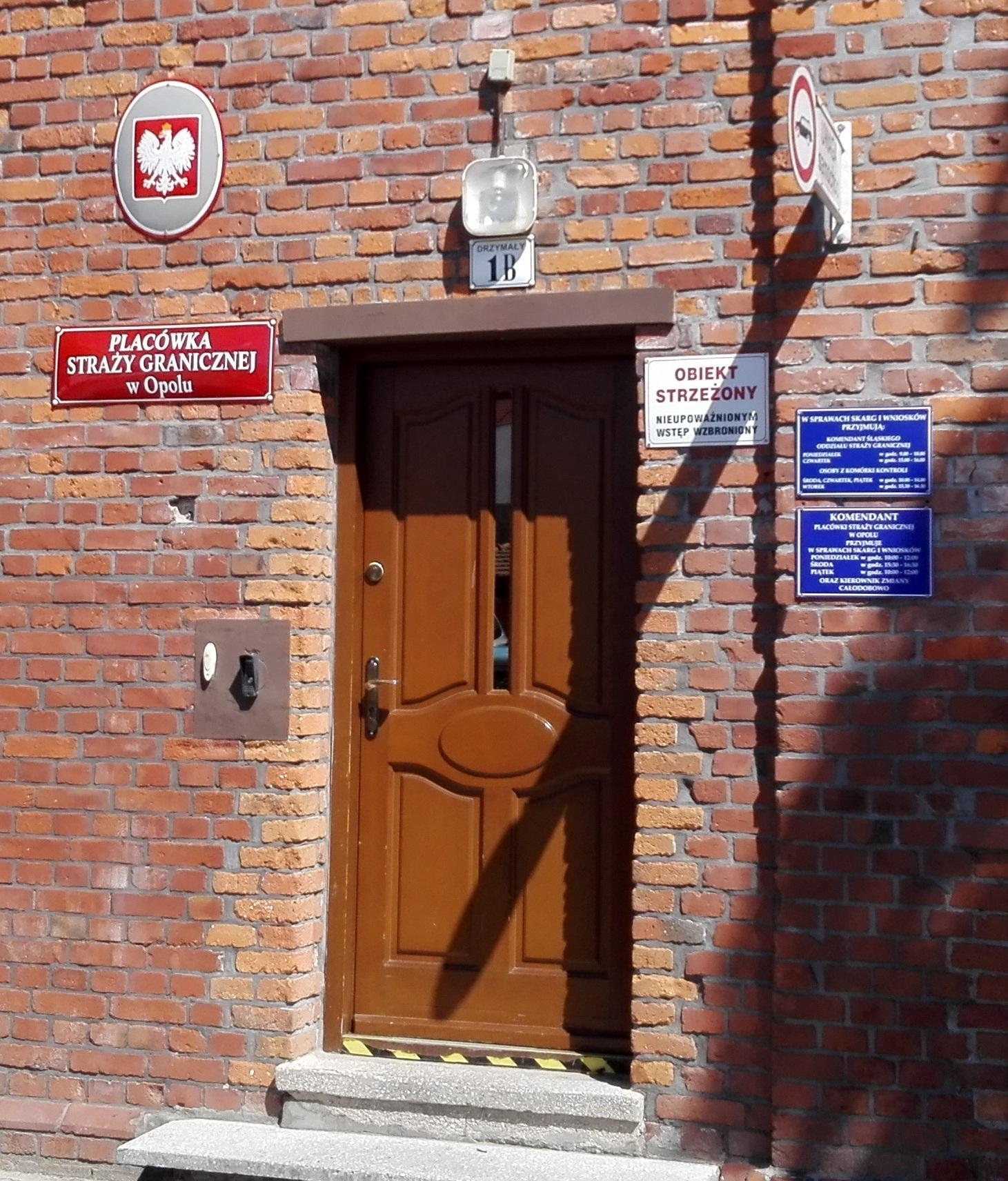
Wejście do placówki od ul. Drzymały (czerwiec 2017)